# 군사 병원 목록
다음은 각 나라별 군사 병원의 목록으로, 야전병원처럼 영구적으로 설치되지 않는 시설 혹은 부대는 해당하지 않는다.

## 대한민국
- 국군의무사령부 운영
  - 국군강릉병원
  - 국군고양병원
  - 국군구리병원
  - 국군대구병원
  - 국군대전병원
  - 국군부산병원, 2020년 10월 폐쇄됨.
  - 국군서울지구병원
  - 국군수도병원
  - 국군양주병원
  - 국군원주병원, 2018년 폐쇄됨.
  - 국군일동병원
  - 국군청평병원, 폐쇄됨
  - 국군창동병원, 폐쇄됨
  - 국군춘천병원
  - 국군홍천병원
  - 국군함평병원
- 해군본부 운영
  - 포항병원
  - 해양의료원
- 공군본부 운영
  - 항공우주의료원

## 영국
영국군의 군사병원은 국군은 British military hospitals (BMH), 왕립해군은 왕립의무근무대가 운영하는 왕립해군병원(RNH), 왕립공군병원은 Royal Air Force Hospital (RAFH)로 두문자어 접두사가 붙는다.

### 본토
- 네들리 빅토리아 왕립병원
- 무스그래이브 공원 병원
- 스토크 군사병원 - 데본포트
- 울 군사병원 - 도르셋 보빙턴 캠프
- 포츠다운 힐 알렉산드라 왕립군사병원 - 코스햄
- 첼시 왕립병원
- 챗햄 군사병원
- 캠브리지 군사병원 - 올더숏
- 켄트 공작부인 군사병원
- 콜체스터 군사병원 - 콜체스터 주둔지
- 퀸 알렉산드라 군사병원 - 캐터릭 주둔지
- 퀸 엘리자베스 런던 병원
- 퀸 엘리자베스 버밍햄 병원 (1933년~2010년, (2010년~현재)
- 티드워스 군사병원
- 하슬러 왕립병원, 고스포
- 허버트 왕립병원 - 울위치
- BMH 카우글렌 글레스고

### 해외
- BMH 나이로비
- 독일
  - BMH Rinteln
  - BMH 뮌스터
  - BMH 베를린, 1994년 폐쇄
  - BMH 부퍼탈, 노르트라인베스트팔렌주
  - BMH 이절론, 노르트라인베스트팔렌주
  - BMH 하노버, 니더작센주
  - BMH 호스테르트, 노르트라인베스트팔렌주
- BMH 말타
- BMH 싱가포르
- BMH 상하이
- BMH 자메이카, 1962년 독립한 자메이카로 넘겨짐
- BMH 지브롤터
- BMH 콜롬보
- BMH 홍콩, 1907년~1996년

## 일본

### 자위대
- 자위대 중앙병원, 미슈쿠 주둔지
- 육상막료장을 통해 지휘통제되는 병원
  - 자위대 벳푸 병원, 미나미벳푸 주둔지
  - 자위대 구마모토 병원, 구마모토 주둔지
  - 자위대 후쿠오카 병원, 가스가 주둔지
  - 자위대 한신 병원, 가와니시 주둔지
  - 자위대 후지 병원 후지 주둔지
  - 자위대 센다이 병원, 센다이 주둔지
  - 자위대 삿포로 병원, 마코마나이 주둔지
- 해상막료장을 통해 지휘통제되는 병원
  - 자위대 구레 병원, 구레 주둔지
  - 자위대 마이즈루 병원, 마이즈루 주둔지
  - 자위대 사세보 병원, 사세보 주둔지
  - 자위대 오미나토 병원, 오미나토 주둔지
  - 자위대 요코스카 병원, 요코스카 주둔지
- 항공막료장을 통해 지휘통제되는 병원
  - 자위대 미사와 병원, 미사와 기지
  - 자위대 이루마 병원, 이루마 기지
  - 자위대 기후 병원, 기후 기지
  - 자위대 나하 병원, 나하 기지

## 중국

### 중화인민공화국
- 육군
  - 육군군의대학 부속의원
    - 大坪의원
    - 新桥의원
    - 西南의원

  - 32183부대 의원
  - 티베트 군구 총의원
  - 제78집단군의원
  - 제74집단군의원
  - 제950의원
- 해군
  - 해군군의대학 부속의원
    - 상하이 장정 의원
    - 상하이 창하이 의원
    - 상하이 창하이 의원 홍커우 원구
    - 둥팡 간담외과의원
    - 제905의원
    - 公利의원

  - 제905의원
  - 제971의원
- 공군
  - 공군 特色의원센터
  - 북부전구 공군의원
  - 서부전구 공군의원
  - 제986의원
- 화전군
  - 화전군 特色의학센터
  - 96604부대 의원
- 전략지원부대
  - 特色의학센터
- 련근보장부대
  - 남부전구 총의원
  - 동부전구 총의원
  - 북부전구 총의원
  - 서부전구 총의원
  - 중부전구 총의원
  - 중부전구 총의원 한커우 원구
  - 제305의원
  - 제900의원
  - 제901의원
  - 제909의원
  - 제908의원
    - 잉탄 의료구

  - 제906의원
    - 원저우 의료구

  - 제904의원
  - 제910의원
  - 제920의원
  - 제925의원
  - 제980의원
  - 제987의원
  - 제989의원
  - 제985의원
  - 제961의원
  - 제967의원
  - 제940의원
  - 제941의원
  - 제942의원
  - 火神山 의원
- 무장경찰부대
  - 베이징시 총대 제2의원
  - 광둥성 총대의원

### 중화민국
중화민국의 군사 병원은 의원(醫院)으로 부르며 국방부 군의국에 소속에 통제된다. 總醫院→총의원, 醫院→분원, 院區→원구으로 분류하고, 총의원 예하에 분원과 원구를 두는 구조로 이루어져 있다.
목록에서 의원 이름 뒤에 있는 둥근 괄호는 병원을 운영하는 의료부대가 옛날에 부여받았던 순번이다.
현재 운영중인 중화민국 국군의원
- 삼군총의원 (801) - 국방의학원의 교육병원
  - 베이터우 분원 (818)
  - 쑹산 분원 (807)
  - 지룽 원구 (812)
  - 펑후 원구 (811)
  - 창팅 원구 (801)
  - 네이후 원구
  - 타이베이 문진센터
- 국군 가오슝 총의원 (802)	
  - 쭤잉 분원 (806)
  - 강산 분원
  - 핑둥 원구 (815)
  - 가오슝 문진센터
- 국군 타이중 총의원 (803)	
  - 중칭 원구 (816)
- 국군 타오위안 총의원 (804)	
  - 예속의원
- 국군 신주 의원 (813)
- 국군 화롄 총의원 (805)
- 베이푸 총원구
- 진펑 문진처
- 후시(富世) 문진센터

폐지되거나 이름이 바뀌어서 없는 의원
- 국군 타이난 의원 (814)
- 국군817의원 (817)
- 국군 더우류 의원 (819)
- 국군 진먼 의원 (820)
- 국군 마쭈 의원 (821)
- 타이둥 분원 (832)